# Come Together (Third Day)
Come Together è il quinto album in studio del gruppo christian rock statunitense Third Day, pubblicato nel 2001.

## Tracce
1. Come Together – 4:01
2. 40 Days – 3:11
3. Show Me Your Glory – 3:19
4. Get On – 2:57
5. My Heart – 3:40
6. It's Alright – 5:08
7. Still Listening – 4:08
8. I Got You – 4:19
9. I Don't Know – 4:53
10. When the Rain Comes – 2:55
11. Sing Praises – 3:19
12. Nothing Compares – 3:49